# Mausoleo di Gallieno
Il mausoleo di Gallieno è un grande mausoleo romano che si trova a Roma, al IX miglio della via Appia antica (nel comune di Ciampino).

## Descrizione
Il monumento è stato identificato come la sepoltura dell'imperatore Gallieno, morto nel 268. L'identificazione è basata sulla sua menzione nell'Epitome de Caesaribus che riferisce che nel sepolcro di questo imperatore, al IX miglio della via Appia, sarebbe stato sepolto anche Flavio Severo, ucciso nel 307.
Il grande mausoleo, in opera laterizia, in origine rivestita in marmo, poggia su un basamento circolare di 13 m circa di diametro.
All'esterno si presenta come un tamburo scandito da nicchie, coperto a cupola. Doveva essere circondato da un colonnato di 16 colonne con capitelli corinzi.
All'interno l'edificio è articolato in due piani: quello inferiore ha un ampio corridoio centrale sul quale si aprono due ambienti rettangolari dotati di un'abside a pianta semicircolare, destinati a ricevere i sarcofagi dei defunti. Al piano superiore è un'ampia sala rotonda con nicchie semicircolari e rettangolari alternate sulle pareti.
I resti facevano parte della tenuta del Palombaro e il monumento è anche noto come "Torraccio del Palombaro". Nel Settecento nella zona della tenuta furono condotti scavi da Gavin Hamilton, dai quali furono tratte alcune sculture, ora disperse in vari musei e collezioni private, che potrebbero provenire dalla villa di questo imperatore, presso la quale sarebbe stata costruita la sua tomba monumentale.
Nel 1959 sono stati eseguiti rilievi e studi, tuttavia non pubblicati.
Nei pressi si trovava inoltre probabilmente la stazione per il cambio dei cavalli, detta ad Nonum.
Il mausoleo è stato sottoposto a lavori di restauro a partire dal 2013